# Dalcahue
La ciudad de Dalcahue (del mapudungun: dalkawe ‘lugar de dalcas’) es la capital de la comuna de Dalcahue, en la Región de Los Lagos, en la zona sur de Chile. Está ubicada en la costa septentrional del canal Dalcahue, en costa oriental de la Isla Grande del archipiélago de Chiloé. Su población para el censo del 2017 era de 7120 habitantes.

## Historia

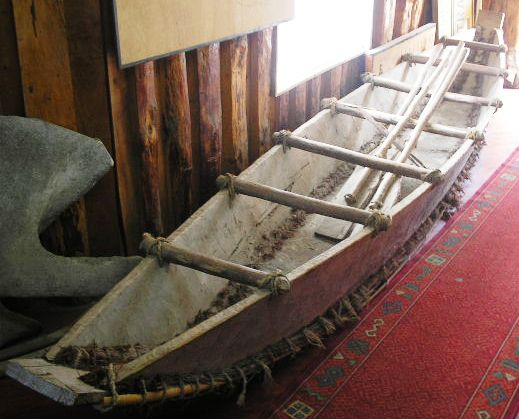
Reconstrucción de una dalca, embarcación hecha de tres tablones cosidos.

En la época prehispánica, el lugar en que hoy se encuentra el pueblo de Dalcahue era muy visitado por los chonos y estaba habitado por huilliches, a causa de ser la parte más angosta del canal de Dalcahue y, por lo tanto, el balseo más natural hacia la isla de Quinchao. Cuando llegaron los conquistadores españoles, también se asentaron allí por idénticas razones. El mismo significado de la palabra Dalcahue revela esta importancia, ya que en el mapudungun de Chiloé Dalkawe significa lugar de dalcas, es decir, de la embarcación de tres tablones que usaban originalmente los chonos y cuyo uso se difundió a todas las culturas del archipiélago, incluyendo la española.
En 1567 la expedición de Martín Ruiz de Gamboa tomó posesión del archipiélago de Chiloé y en su avance hacia el sur el primer pueblo que fundaron fue Tenaún, hoy límite norte de la comuna, al proseguir pensaron en asentar la capital en lo que luego sería San Juan, a causa de que era muy fácil de defender, pero se dieron cuenta de que la diferencia entre mareas era demasiado alta y desistieron.
Durante la Colonia, Dalcahue se consideraba un pueblo de españoles e indígenas, bajo el nombre de Dalcapulli o Dalcahue.  En un censo realizado por misioneros Jesuitas entre septiembre de 1734 y abril de 1735 se indica que para ese periodo había 8 familias, con un total de 50 habitantes, 21 de los cuales eran españoles. En 1787 tenía ya 662 habitantes de los cuales 637 eran españoles y 25 indígenas.

## Iglesia de Nuestra Señora de los Dolores

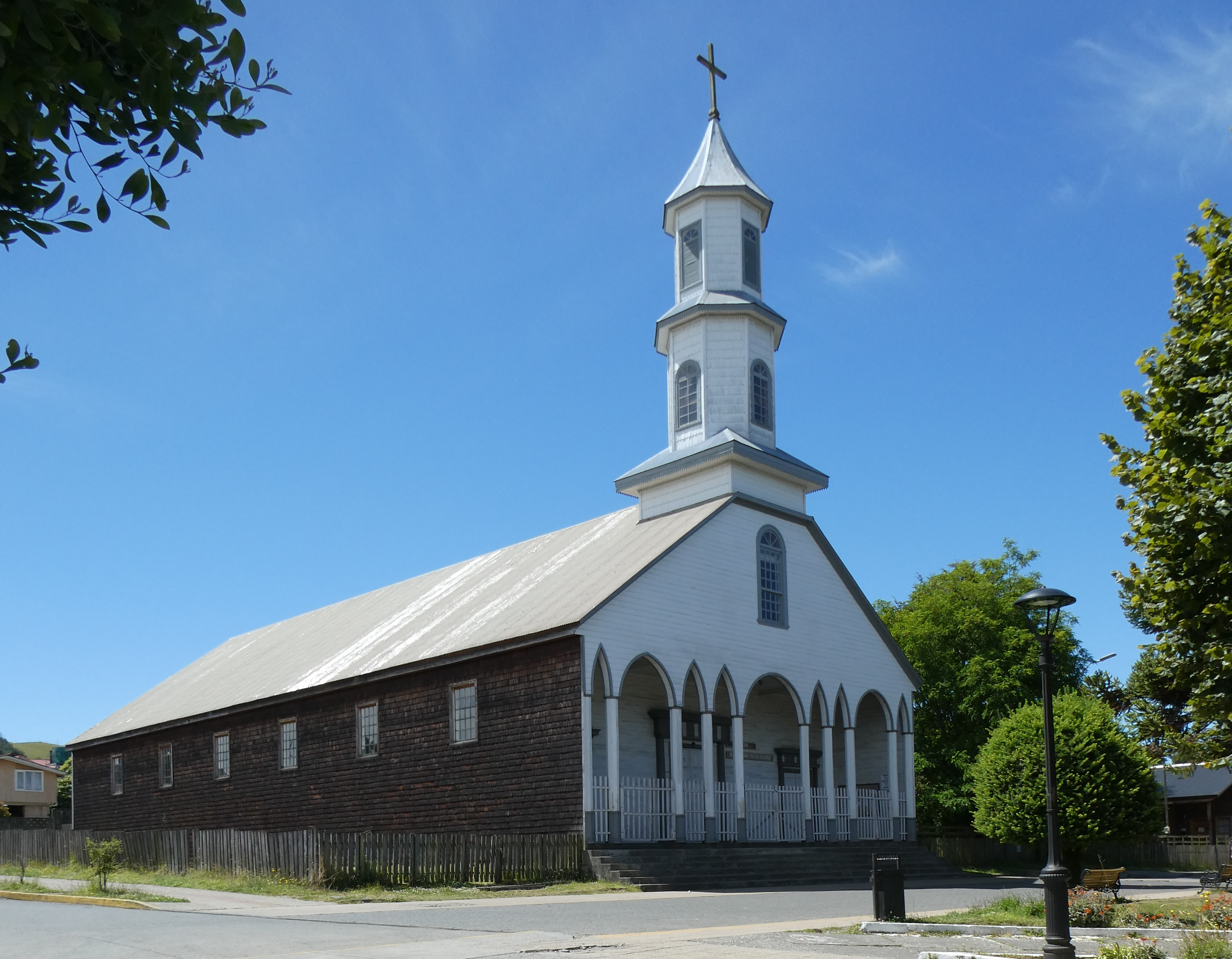
Iglesia de Dalcahue.

La Iglesia de Dalcahue fue construida en el estilo de la Escuela chilota de arquitectura religiosa en madera, a finales del siglo XIX. Es una de las 16 iglesias del Archipiélago de Chiloé declaradas Patrimonio de la Humanidad por la Unesco. 
Se distingue por su pórtico con nueve arcos, seis de ellos ojivales. Actualmente tiene instalada una valla de madera en el pórtico. Es un templo católico, que pertenece a la diócesis de San Carlos de Ancud. Sobre el altar mayor destaca la escultura policromada de Cristo Crucificado.

## Feria Artesanal de Dalcahue
Es una feria o mercado de artesanía en la costanera de Dalcahue, donde se venden solo productos de Chiloé, como frazadas y chalecos de lana, o trabajos en madera, cuero y fibras vegetales. La construcción original data de 1978, y fue diseñada por los arquitectos Edward Rojas Vega y Renato Vivaldi, a modo de palafito a la orilla del canal.
|                          |
| Feria artesanal en 2023. |

|                          |
| Feria artesanal en 2024. |

## Medios de comunicación

### Radioemisoras
FM
- 93.3 MHz - Radio San Carlos
- 95.9 MHz - Radio Dalcahue
- 96.3 MHz - C y S Radio
- 107.9 MHz - Radio Palomar

De igual manera se pueden captar diversas radios AM y FM provenientes de Castro, Achao, Curaco de Vélez, Quemchi e inclusive Ancud (Algunas con cierta dificultad)